# Мросс, Пауль
Пауль Мросс, или Павел Мруз (нем. Paul Mross, пол. Paweł Mróz; 23 января 1910, Кёнигсхютте — 17 января 1991, Дюссельдорф), — польский и немецкий шахматист, мастер.

## Биография
Родился 23 января 1910 года в Верхней Силезии. 
Был чемпионом региона, в составе сборной Верхней Силезии участвовал в командном чемпионате Польши 1929 года.
В начале 1930-х годов переехал в Берлин и начал выступать в немецких турнирах. Неоднократно принимал участие в чемпионатах Берлина (лучший результат — 2-е место в 1939 году). 
После оккупации Польши дважды участвовал в турнирах Польского генерал-губернаторства, а в 1941 году выиграл чемпионат Кракова. В том же 1941 году принимал участие в чемпионате Европы в Мюнхене.
В послевоенные годы жил в берлинском районе Шпандау, продолжал участвовать в соревнованиях, проводившихся на территории Западного Берлина. В 1955 году участвовал в чемпионате ФРГ.
В начале 1960-х годов отошёл от практической игры. Жил в Эрлангене, позже переехал в Дюссельдорф.
Умер 17 января 1991 года в Дюссельдорфе.

## Спортивные результаты
| Год  | Город                      | Соревнование                            | + | − | = | Результат | Место  |
| ---- | -------------------------- | --------------------------------------- | - | - | - | --------- | ------ |
| 1929 |                            | Чемпионат Верхней Силезии               |   |   |   |           | 1      |
|      |                            | Командное первенство Польши             |   |   |   |           |        |
| 1934 | Висбаден                   | Командное первенство Германии           |   |   |   |           |        |
| 1935 | Свинемюнде                 | Турнир немецких мастеров                |   |   |   |           | 3—4    |
| 1936 | Берлин                     | Чемпионат Берлина                       |   |   |   |           | 7—8    |
| 1938 | Берлин                     | Чемпионат Берлина                       |   |   |   |           | 4—6    |
|      | Берлин                     | Полуфинал чемпионата Германии           |   |   |   |           | 1—3    |
| 1939 | Берлин                     | Чемпионат Берлина                       |   |   |   |           | 2      |
| 1940 | Краков — Крыница — Варшава | Турнир Польского генерал-губернаторства | 4 | 4 | 3 | 5½ из 11  | 5—8    |
| 1941 | Мюнхен                     | Чемпионат Европы                        | 4 | 7 | 4 | 6 из 15   | 12     |
|      | Краков                     | Чемпионат Кракова                       |   |   |   |           | 1      |
|      | Краков — Варшава           | Турнир польского генерал-губернаторства |   |   |   | 3½ из 11  | 10—12  |
| 1949 | Берлин                     | Чемпионат Берлина                       | 5 | 6 | 4 | 7 из 15   | 7      |
| 1950 | Берлин                     | Международный турнир                    | 2 | 3 | 0 | 2 из 5    | 3—4    |
| 1955 | Хёкст                      | Чемпионат ФРГ                           | 5 | 4 | 6 | 8 из 15   | 7      |
| 1957 | Берлин                     | Чемпионат Западного Берлина             |   |   |   |           | [ 11 ] |
|      | Берлин                     | Чемпионат ШК „Eckbauer“                 |   |   |   |           |        |
| 1961 | Минден                     | Командное первенство ФРГ                |   |   |   |           |        |